# زواج ثاني

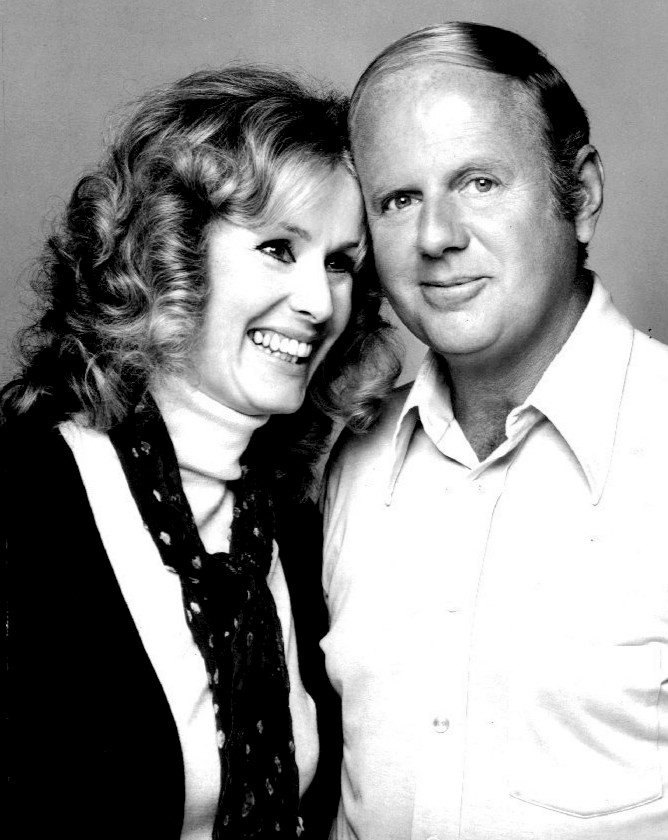

الزواج الثاني، وهو الزواج الذي يحدث بعد انتهاء الرابطة الزوجية السابقة، مثلما يحدث في حالات الطلاق أو الترمل.  يمتلك بعض الأفراد فرصة أكبر للزواج من غيرهم، وقد يختلف احتمال هذه الفرصة استناداً إلى حالة العلاقة السابقة (مثل حالة المطلقات مقارنة بالأرامل) ودرجة الاهتمام بإنشاء علاقة رومانسية جديدة والجنس والعرق والعمر من بين العوامل الأُخرى. يفضل الأشخاص الذين يختارون عدم الزواج مرة أخرى ترتيبات بديلة مثل المُساكنة أو العيش معاً. يوفر الزواج الثاني أيضاً فوائد للصحة النفسية والبدنية، ويميل مع ذلك الأفراد المتزوجون مرة ثانية إلى التمتع بصحة أفضل من الأفراد الذين لم يتشاركوا مع أحد مرة ثانية وبصحة أسوأ من الأفراد الذين حافظوا على زواجهم. يُشار إلى الشخص الذي يتزوج مراراً وتكراراً بـ "المُتزوج المتسلسل".

## الزواج الثاني بعد الطلاق أو الانفصال الشرعي
أنهى ما يصل إلى 50 % من الأزواج في الولايات المتحدة حتى عام 1995 زواجهم الأول بطلاق أو انفصال دائم وفقاً لعوامل فردية ومُرتبطة بالظروف المحيطة (أي إن الزوجين غير مطلقين رسمياً إلا أنهم لا يعيشان معاً أو يتشاركان الأصول).
ينهي الأزواج عادةً زواجهم لأنهم غير سعداء خلال فترة الشراكة، وهذا لا يعني مع ذلك تخلي هؤلاء الأشخاص عن مؤسسة الزواج بالرغم من فقدانهم الأمل بشركائهم، إذ يُعاود غالبية الأشخاص الذين تطلقوا (حوالي 80 % منهم) الزواج مرة أخرى، وغالباً بعد أقل من 4 سنوات من الطلاق كمعدل وسطي؛ علماً أن الشباب الأصغر سناً يميلون إلى الزواج مرة أخرى بسرعة أكبر من البالغين الأكبر سناً.
قد يرغب الناس بالزواج الثاني لأنهم لا يرون أنفسهم السبب في إنهاء الزواج السابق، إذ يميلون إلى الاعتقاد بأن سلوكيات شركائهم هي التي تسببت في الطلاق وقللت من تأثير تصرفاتهم، وهو الأمر الذي يدعوهم إلى البقاء متفائلين بأن الشراكة الجديدة ستؤدي إلى نتائج أفضل.
انخفضت معدلات الزواج الثاني في الولايات المتحدة بنسبة 40 % على مدار العشرين عاماً الماضية وفقاً للبيانات التي حللتها يو إس إيه توداي في عام 2013.
تمنع العديد من الأديان والطوائف، أو منعت سابقاً، الزواج الثاني بعد الطلاق، علماً أن بعض الديانات ما زالت تمنعه بالرغم من تقلص نسبة السكان الذين يلتزمون بالديانات في كثير من بلدان العالم منذ أكثر من نصف قرن.
تشتمل الشروط القديمة للزواج الثاني والتي تعود إلى الحقبة الأولى المُلامة بشكل كبير على تثنية وتعدد الأزواج، بينما أصبحت الشروط الجديدة للزواج والزواج الثاني مفهومة بشكل أكبر.

### العوامل المؤثرة في احتمالية حدوث الزواج الثاني
هناك العديد من العوامل التي تؤثر على احتمالية حدوث زواج ثان بعد الطلاق. يميل الرجال إلى الزواج الثاني أكثر من النساء وفقاً لإحصائيات عام 2006. تختلف معدلات الزواج حسب العرق أيضاً؛ إذ يُعتبر الزواج الثاني أكثر شيوعاً بين النساء البيض، بينما تنخفض احتمالات حدوثه عند النساء السود. يُعتبر العمر عاملاً حاسماً آخر؛ إذ تنخفض فُرص النساء اللاتي يزيد عمرهن عن 25 عاماً في الزواج عند حدوث الطلاق، أكثر من النساء الأصغر سناً اللواتي يتعرضن للانحلال الزوجي. يرتبط إنجاب الأطفال بارتفاع معدلات الزواج الثاني لكل من الرجال والنساء. تتفاوت نسب الزواج الثاني بحسب الوضع الاجتماعي، إذ تُعتبر النساء الساكنات في المناطق الحضرية أو في المناطق التي تمتلك نسبة أكبر من النساء اللواتي لم يتزوجن من قبل؛ أقل عُرضةً للزواج مرة أخرى. لا تؤثر بعض العوامل البيئية على جميع الأعراق: بل فقط النساء غير البيض من المجتمعات ذات معدلات البطالة والفقر المرتفعة التي قللت احتمالية الزواج الثاني.
يدخل بعض النساء في علاقات المساكنة بعد الطلاق بدلاً من الزواج مرة أخرى، بل ويزداد احتمال هذا النمط من المساكنة بعد الطلاق لدى النساء البيض أكثر من النساء السود، وللنساء اللواتي لا يملكن ارتباطاً دينياً، وللواتي قد يملكن أو لا يملكن عدداً قليلاً من الأطفال، وللواتي يعشن في مجتمعات أكثر استقراراً من الناحية الاقتصادية.

### نتائج الزواج الثاني
ترتبط حالات الزواج الثاني على العموم بدرجة أعلى من الأمن الاجتماعي الاقتصادي والرضا عن الحياة مقارنةً مع البقاء في حالة طلاق أو انفصال. يميل الأشخاص الذين يتزوجون مرة أخرى إلى تأقلم أكبر مع طلاقهم، إذ يقدمون عموماً تقييمات أكثر إيجابية لحياتهم مقارنةً بالأفراد المطلقين الذين بقوا عازبين. علماً أن الأشخاص المطلقين أكثر عُرضةً لتطوير مجموعة واسعة من مشاكل الصحة النفسية والجسدية، والتي قد يخففها ولكن لا يلغيها الزواج الثاني. وبالنسبة للسؤال حول ما إذا كانت الزيجات الثانية انتصار القرار على الأمل؟ فغالباً ما يُفترض أن الزيجات الثانية أكثر خطورة من الزيجات الأولى (انتصار الأمل على التجربة) وذلك كما روج صمويل جونسون في عام 1971. يتحدى هذا الافتراض تحليلاً جديداً للبيانات أصدره مكتب الإحصاءات الوطنية (ONS). تُعتبر الزيجات الثانية في الواقع أفضل بشكل عام من الزيجات الأولى، إذ يواجه الأزواج الذي يتزوجون زواجاً ثانياً اليوم خطر الطلاق بنسبة 31 % خلال حياتهم بالمقارنة مع نسبة 45 % للأزواج الذين يتزوجون لأول مرة، وقد لا تكون الزيجات الثانية بالرغم من ذلك أفضل من الزيجات الأولى. تختلف مرةً أخرى معدلات الطلاق والانفصال تبعاً للعوامل الديموغرافية والاجتماعية، إذ تزداد احتمالية حدوث اضطرابات الزواج الثاني بين النساء السود ونساء المجتمعات الأقل يُسراً اقتصادياً، وتنخفض على عكس ذلك معدلات الطلاق مع تقدم العمر في الزواج الثاني، وتبقى أيضاً النساء اللاتي يدخلن زواجهما الثاني بدون أطفال أكثر عُرضة للمحافظة على زواجهن.

### نقاط ضعف الزيجات الثانية
هناك العديد من الأسباب التي تجعل الزيجات الثانية أكثر عُرضة للاضطراب. يُضفي الشركاء نفس الصفات الشخصية على زواجهم الثاني، تماماً كما يفعلون خلال زواجهم الأول، علماً أن بعض هذه الصفات من الممكن أن تكون قد ساهمت في بعض مشاكل الزواج الأول. يميل الأشخاص الذين تطلقوا وتزوجوا مرات عديدة إلى التسرع نسبياً والاعتزال، إذ يضطر الشركاء أيضاً في الزيجات الثانية إلى التعامل مع المضاعفات الإضافية غير الموجودة في الزيجات الأولى، مثل جمع العائلات.

## الزواج الثاني بعد الترمل
كمثال، وصلت نسبة الأرامل الذين يتجاوزون سن 65 عاماً في الولايات المتحدة إلى 32% اعتباراً من تعداد عام 2006. يتأقلم معظم الناس بنجاح بعد فقدان الشريك؛ إذ يجد البحث الذي أُجري لدراسة أنماط الفقدان أن النتيجة الأكثر شيوعاً هي المرونة، وتُعتبر معدلات الزواج بين الأرامل الأكبر سناً مع ذلك منخفضة إلى حدٍ ما ذكوراً كانوا أم إناثًا. يقلل التمعن في معدلات الزواج الثاني بشكل كبير من الاهتمام بالعلاقات الرومانسية الجديدة.